# Gaelic Athletic Association
Gaelic Athletic Association (GAA, irsk Cumann Lúthchleas Gael) er en irsk organisation som fremmer gallisk idræt, specielt hurling og Gaelic football. GAA er organiseret efter Irlands traditionelle inddeling i counties, og er aktiv både i Irland og Nordirland. Den er øens største organisation, med 800 000 medlemmer. 
GAA blev grundlagt den 1. november 1884 Thurles, County Tipperary.  1885 blev reglerne fastlagt for Hurling og Gaelic Football og allerede 1887 fandt de første All-Ireland Championships i de to sportsarter. Grundlæggelsen af GAA har forbindelse med den nationale irske bevægelse i midten af det 19. århundrede. Foruden at dyrke gallisk sport er er det også foreningens formål at styrke den irske kultur.

## Irske sportsarter i dag
Gaelic football, Hurling og den af kvinder spillede variant Camogie er udbredt over alt i der republiken Irland og i den katolsk prægede del af Nordirland. Der er 800.000 medlemmer i GAA og 2.800 foreninger med ca. 180.000 spillere fra Gaelic Football og ca. 100.000 Hurlingspillere. Finalen i All-Ireland Championships, hvor også de nordirske Countys spiller med finder hvert år sted i Croke Park Stadion i Dublin.

## Ekstern henvisning
- The Official GAA Website Arkiveret 22. februar 2011 hos  Wayback Machine

53°21′40.43″N 6°14′56.87″V / 53.3612306°N 6.2491306°V